# 횔더 부등식
해석학에서 횔더 부등식(Hölder's inequality)은 르베그 적분과 Lp 공간을 연구하기 위해 사용하는 매우 중요한 부등식이다. 부등식의 이름은 오토 횔더의 이름을 따서 지은 것이다.

## 정의
S,Σ,μ가 측도 공간이고, p, q ∈ R가 1 ≤ p, q ≤ ∞ 이고 1/p + 1/q = 1 을 만족한다고 하자. 이때 모든 실함수, 복소함수 가운데 S에서 가측 함수 f, g에 대하여 다음과 같은 관계가 성립한다.
{\displaystyle \|fg\|_{1}\leq \|f\|_{p}\|g\|_{q}.}
부등식은 ||fg||1의 값이 무한일 때에도 성립하며, 우변의 값이 무한인 경우에도 성립한다. 또, 만약 f ∈ Lp(μ) , g ∈ Lq(μ)일 때, fg ∈ L1(μ)가 성립한다.
1 < p, q < ∞ and f ∈ Lp(μ) and g ∈ Lq(μ)일 때, 횔더 부등식의 등호가 성립할 필요충분조건은 |f|p 과 |g|q이 L1에서 일차 종속일 때 만족한다. 즉, α, β ≥ 0 인 α, β 가 존재하여, 측도가 0인 집합을 제외한 모든 점에서 α|f|p = β|g|q가 성립할 때 필요충분조건이 성립한다.
(||f||p = 0 인 경우, β = 0이다.||g||q = 0 인 경우,α = 0이다.)
이때 p와 q는 횔더 켤레(Hölder conjugates)이다. p = q = 2인 경우, 이 부등식은 코시-슈바르츠 부등식이 된다.
횔더 부등식은 Lp(μ)에서 삼각 부등식과 민코프스키 부등식을 증명하기 위해 사용하며, Lp(μ)의 쌍대공간 Lq(μ)를 구성하기 위해 사용한다. (1 ≤ q < ∞)
횔더 부등식은 여러 규약(convention)에 많이 사용된다.
- 횔더 켤레의 정의에 의하면, 1/∞은 0을 뜻한다.
- 만약 1 ≤ p, q < ∞ 이면, ||f||p , ||g||q는 다음과 같이 정의한다.

{\displaystyle {\biggl (}\int _{S}|f|^{p}\,\mathrm {d} \mu {\biggr )}^{1/p}}   and   {\displaystyle {\biggl (}\int _{S}|g|^{q}\,\mathrm {d} \mu {\biggr )}^{1/q}.}
- 만약 p = ∞ 이면, ||f||∞는 |f|의 본질적 상한으로 정의한다. 같은 방식으로 ||g||∞도 정의한다.
- 횔더 부등식의 우변에서, 0 곱하기 ∞ 과 ∞ 곱하기 0는 0으로 약속한다.

### 일반화 횔더 부등식
r ∈ (0,∞) 이고 p1, …, pn ∈ (0,∞]이고 다음의 부등식을 만족한다고 가정하자.
{\displaystyle \sum _{k=1}^{n}{\frac {1}{p_{k}}}={\frac {1}{r}}.}
이때, S에서 정의된 측정 가능한 모든 실함수, 복소함수 f1, …, fn에 대하여,
{\displaystyle {\biggl \|}\prod _{k=1}^{n}f_{k}{\biggr \|}_{r}\leq \prod _{k=1}^{n}\|f_{k}\|_{p_{k}}.}
가 성립한다.
또한, 다음도 성립한다.
{\displaystyle f_{k}\in L^{p_{k}}(\mu )\;\;\forall k\in \{1,\ldots ,n\}\implies \prod _{k=1}^{n}f_{k}\in L^{r}(\mu ).}
주의: r ∈ (0,1)에 대해, ||.||r는 일반적으로 삼각 부등식이 성립하지 않기 때문에 노름이 아니다.

### 역 횔더 부등식
p ∈ (1,∞)이고, 측도 공간 (S,Σ,μ)이 μ(S) > 0를 만족한다고 가정하자. 이때, S에서 측정 가능한 모든 실함수, 복소함수 f, g (이때, g(s) ≠ 0 측도 μ값이 0이 되는 집합을 제외한 거의 모든 s ∈ S)에 대하여 다음이 성립한다.
{\displaystyle \|fg\|_{1}\geq \|f\|_{1/p}\,\|g\|_{-1/(p-1)}.}
만약, ||fg||1 < ∞ 이고 ||g||−1/(p−1) > 0 이면, 역 횔더 부등식에서 등호가 성립할 필요충분조건은 α ≥ 0 에 대해
{\displaystyle |f|=\alpha |g|^{-p/(p-1)}\,}    
이 측도 μ값이 0이 되는 집합을 제외한 거의 모든 집합에서 성립할 때이다.
주의: ||f||1/p 와 ||g||−1/(p−1)는 노름이 아니고, 다음의 식을 간단히 나타낸다.
{\displaystyle {\biggl (}\int _{S}|f|^{1/p}\,\mathrm {d} \mu {\biggr )}^{\!p}}   ,   {\displaystyle {\biggl (}\int _{S}|g|^{-1/(p-1)}\,\mathrm {d} \mu {\biggr )}^{-(p-1)}.}

### 조건부 횔더 부등식
{\displaystyle (\Omega ,{\mathcal {F}},\mathbb {P} )}를 확률 공간이라 하고, {\displaystyle {\mathcal {G}}\subset {\mathcal {F}}}를 부분 시그마 대수라 하고, 횔더 켤레 p, q ∈ (1,∞)라 하면, 모든 실수, 복소수 값을 갖는 Ω에서의 확률 변수 X, Y에 대하여 다음이 성립한다.
{\displaystyle \operatorname {E} {\bigl [}|XY|{\big |}\,{\mathcal {G}}{\bigr ]}\leq {\bigl (}\operatorname {E} {\bigl [}|X|^{p}{\big |}\,{\mathcal {G}}{\bigr ]}{\bigr )}^{1/p}\,{\bigl (}\operatorname {E} {\bigl [}|Y|^{q}{\big |}\,{\mathcal {G}}{\bigr ]}{\bigr )}^{1/q}\qquad \mathbb {P} {\text{-almost surely.}}}
특이 사항:
- 만약 음이 아닌 확률변수 Z가 기댓값이 무한이라면, 이때 Z의 조건부 평균은 다음과 같이 정의한다.

{\displaystyle \operatorname {E} [Z|{\mathcal {G}}]=\sup _{n\in \mathbb {N} }\,\operatorname {E} [\min\{Z,n\}|{\mathcal {G}}]\quad {\text{a.s.}}}
- 조건부 횔더 부등식의 우변에서, 0 곱하기 ∞ , ∞ 곱하기 0 은 0으로 생각한다. a > 0 에 ∞를 곱해도  ∞으로 생각한다.

## 예
p와 q가 (1,∞) 열린구간에 속한다고 가정하자.
- n차원 유클리드 공간의 집합 S = {1, …, n} 가 셈측도를 측도로 가질 때, 다음 부등식이 성립한다.

{\displaystyle \sum _{k=1}^{n}|x_{k}\,y_{k}|\leq {\biggl (}\sum _{k=1}^{n}|x_{k}|^{p}{\biggr )}^{\!1/p\;}{\biggl (}\sum _{k=1}^{n}|y_{k}|^{q}{\biggr )}^{\!1/q}{\text{ for all }}(x_{1},\ldots ,x_{n}),(y_{1},\ldots .y_{n})\in \mathbb {R} ^{n}{\text{ or }}\mathbb {C} ^{n}.}
- 만약 {\displaystyle S=\mathbb {N} }이 셈측도를 측도로 가질 때, 수열 공간에서의 횔더 부등식을 얻을 수 있다.

{\displaystyle \sum \limits _{k=1}^{\infty }|x_{k}\,y_{k}|\leq {\biggl (}\sum _{k=1}^{\infty }|x_{k}|^{p}{\biggr )}^{\!1/p\;}{\biggl (}\sum _{k=1}^{\infty }|y_{k}|^{q}{\biggr )}^{\!1/q}{\text{ for all }}(x_{k})_{k\in \mathbb {N} },(y_{k})_{k\in \mathbb {N} }\in \mathbb {R} ^{\mathbb {N} }{\text{ or }}\mathbb {C} ^{\mathbb {N} }.}
- 만약 S가 르베그 측도를 측도로 갖는 Rn의 가측 집합일 때, f, g는 S에서 가측 실함수, 복소함수이다. 이때, 횔더 부등식은 다음과 같이 성립한다.

{\displaystyle \int _{S}{\bigl |}f(x)g(x){\bigr |}\,\mathrm {d} x\leq {\biggl (}\int _{S}|f(x)|^{p}\,\mathrm {d} x{\biggr )}^{\!1/p\;}{\biggl (}\int _{S}|g(x)|^{q}\,\mathrm {d} x{\biggr )}^{\!1/q}.}
- 확률 공간 {\displaystyle (\Omega ,{\mathcal {F}},\mathbb {P} )}에서 , {\displaystyle \operatorname {E} }를 기댓값 연산으로 정의하자. Ω에서 실수, 복소수값을 갖는 확률 변수 X와 Y에 대해, 횔더 부등식은 다음과 같이 성립한다.

{\displaystyle \operatorname {E} |XY|\leq {\bigl (}\operatorname {E} |X|^{p}{\bigr )}^{1/p}\;{\bigl (}\operatorname {E} |Y|^{q}{\bigr )}^{1/q}.}
0 < r < s이고, p = s/r라 정의하자. 이때, q = p/(p−1)는 p의 횔더 켤레다. 횔더 부등식을 확률 변수 |X|r 과 1Ω에 대해 적용하면 다음식을 얻을 수 있다.
{\displaystyle \operatorname {E} |X|^{r}\leq {\bigl (}\operatorname {E} |X|^{s}{\bigr )}^{r/s}.}
s의 절대 모멘트가 유한할 때, r의 절대 모멘트도 유한하다. (이 결과는 옌센 부등식을 통해서도 얻을 수 있다.)

## 증명

### 횔더 부등식의 증명
횔더 부등식을 증명하는 방법에는 여러 개가 있으나, 영 부등식을 사용하여 증명하겠다.
만약 ||f||p = 0 이라면, f는 측도 μ값이 0인 집합을 제외한 거의 모든 곳에서 0이고, 따라서 fg도 μ값이 0인 집합을 제외한 거의 모든 곳에서 0이다. 즉, 횔더 부등식의 좌변의 값이 0이다. ||g||q = 0일 때도 같은 결론을 얻을 수 있다. 따라서, ||f||p > 0 , ||g||q > 0 이라고 가정할 수 있다.
만약 ||f||p = ∞ 또는 ||g||q = ∞ 일 때, 횔더 부등식의 우변은 무한대가 된다. 따라서 ||f||p , ||g||q 이 (0,∞) 사이의 값을 갖는다고 생각할 수 있다.
만약 p = ∞ , q = 1이면, 거의 모든 점에서 |fg| ≤ ||f||∞ |g| 가 성립한다. 르베그 적분의 단조성에 의해 횔더 부등식을 증명할 수 있다. 마찬가지로, p = 1 and q = ∞ 일 때도 이 방법으로 증명할 수 있다. 따라서 p, q ∈ (1,∞)라고 가정할 수 있다.
아래의 영 부등식을 사용한다. 이 부등식에서 등호가 성립할 필요충분조건은 모든 음이 아닌 수 a, b에 대하여 ap = bq일 때이다.
{\displaystyle ab\leq {\frac {a^{p}}{p}}+{\frac {b^{q}}{q}},}
이를 적용하면 다음과 같은 식을 얻을 수 있다.
{\displaystyle a={\frac {\left\vert f(s)\right\vert }{\lVert f(s)\rVert _{p}}},b={\frac {\left\vert g(s)\right\vert }{\lVert g(s)\rVert _{q}}}}를 대입하면
{\displaystyle {\frac {|f(s)|}{\|f\|_{p}}}{\frac {|g(s)|}{\|g\|_{q}}}\leq {\frac {({\frac {|f(s)|}{\|f\|_{p}}})^{p}}{p}}+{\frac {({\frac {|g(s)|}{\|g\|_{q}}})^{q}}{q}},\qquad s\in S.}
주어진 양변을 적분하면 다음과 같은 식을 얻을 수 있다. 이때 ||f||p 와 ||g||q는 상수 취급을 받는다.
{\displaystyle {\frac {\|fg\|_{1}}{\lVert f\rVert _{p}\lVert g\rVert _{q}}}\leq {\frac {1}{p(\|f\|_{p})^{p}}}\int _{S}^{}|f|^{p}+{\frac {1}{q(\|g\|_{q})^{q}}}\int _{S}^{}|g|^{q}}
이때, 가정에서 p ,q∈ (1,∞) 이라 가정했으므로 , ||f||p and ||g||q 의 정의에 의해,
{\displaystyle (\lVert f\rVert _{p})^{p}=\int _{S}^{}|f|^{p},\quad (\lVert g\rVert _{q})^{q}=\int _{S}^{}|g|^{q}}이므로,
{\displaystyle {\frac {\lVert fg\rVert _{1}}{\lVert f\rVert _{p}\lVert g\rVert _{q}}}\leq {\frac {1}{p}}+{\frac {1}{q}}=1}
그리고, 양변에 ||f||p||g||q 을 곱하면 증명이 끝난다.
등호가 성립할 필요충분조건은 거의 모든 점에서 {\displaystyle {\frac {\left\vert f\right\vert }{\lVert f\rVert _{p}}}={\frac {\left\vert g\right\vert }{\lVert g\rVert _{q}}}}가 성립할 때이다.

### 일반화된 횔더 부등식의 증명
횔더 부등식과 수학적 귀납법을 사용하여 이를 증명할 수 있다. n = 1일 때 성립한다는 사실을 쉽게 알 수 있다. n − 1에서 성립한다고 가정하자. 이때, 일반성을 잃지 않게 p1 ≤ … ≤ pn라 가정할 수 있다.
1 : pn = ∞ 일 때,
{\displaystyle \sum _{k=1}^{n-1}{\frac {1}{p_{k}}}={\frac {1}{r}}.}
가정과 |fn|의 본질적 상한을 사용하면,
{\displaystyle {\begin{aligned}\|f_{1}\cdots f_{n}\|_{r}&\leq \|f_{1}\cdots f_{n-1}\|_{r}\|f_{n}\|_{\infty }\\&\leq \|f_{1}\|_{p_{1}}\cdots \|f_{n-1}\|_{p_{n-1}}\|f_{n}\|_{\infty }.\end{aligned}}}
을 얻을 수 있다.
2 : pn < ∞ 일 때,
{\displaystyle p:={\frac {p_{n}}{p_{n}-r}}}   and   {\displaystyle q:={\frac {p_{n}}{r}}}
는 (1,∞)사이의 값을 갖는 횔더 켤레이다. 이에 대해 횔더 부등식을 적용하면,
{\displaystyle {\bigl \|}|f_{1}\cdots f_{n-1}|^{r}\,|f_{n}|^{r}{\bigr \|}_{1}\leq {\bigl \|}|f_{1}\cdots f_{n-1}|^{r}{\bigr \|}_{p}\,{\bigl \|}|f_{n}|^{r}{\bigr \|}_{q}.}
이를 다시 쓰면, 다음 식이 성립한다.
{\displaystyle \|f_{1}\cdots f_{n}\|_{r}\leq \|f_{1}\cdots f_{n-1}\|_{pr}\|f_{n}\|_{qr}.}
qr = pn이고,
{\displaystyle \sum _{k=1}^{n-1}{\frac {1}{p_{k}}}={\frac {1}{r}}-{\frac {1}{p_{n}}}={\frac {p_{n}-r}{rp_{n}}}={\frac {1}{pr}}\,,}
이므로, 가정을 사용하면 원하는 부등식을 얻어낼 수 있다.

### 역 횔더 부등식의 증명
p와
{\displaystyle q:={\frac {p}{p-1}}\in (1,\infty )}
가 횔더 켤레라 하자. 횔더 부등식을 적용하면,
{\displaystyle {\begin{aligned}{\bigl \|}|f|^{1/p}{\bigr \|}_{1}&={\bigl \|}|fg|^{1/p}\,|g|^{-1/p}{\bigr \|}_{1}\\&\leq {\bigl \|}|fg|^{1/p}{\bigr \|}_{p}\,{\bigl \|}|g|^{-1/p}{\bigr \|}_{q}=\|fg\|_{1}^{1/p}\,{\bigl \|}|g|^{-1/(1-p)}{\bigr \|}_{1}^{(p-1)/p}.\end{aligned}}}
양변을 p제곱하여, ||fg||1에 대해 식을 쓰면 역 횔더 부등식을 얻을 수 있다.
g가 거의 모든 점에서 0이 아니므로, 거의 모든 점에서 |fg| = α|g|−q/p를 만족하는 상수 α ≥ 0가 존재할 때 등호가 성립하고 그 역도 성립한다.

### 조건부 횔더 부등식의 증명
확률변수를 다음과 같이 정의하자.
{\displaystyle U={\bigl (}\operatorname {E} {\bigl [}|X|^{p}{\big |}\,{\mathcal {G}}{\bigr ]}{\bigr )}^{1/p},\qquad V={\bigl (}\operatorname {E} {\bigl [}|Y|^{q}{\big |}\,{\mathcal {G}}{\bigr ]}{\bigr )}^{1/q}}
이때, 이들은 부분 시그마 대수에서 측정 가능하다. 이때
{\displaystyle \operatorname {E} {\bigl [}|X|^{p}1_{\{U=0\}}{\bigr ]}=\operatorname {E} {\bigl [}1_{\{U=0\}}\underbrace {\operatorname {E} {\bigl [}|X|^{p}{\big |}\,{\mathcal {G}}{\bigr ]}} _{=\,U^{p}}{\bigr ]}=0,}
집합 {U = 0}에서, 거의 확실하게(Almost Surely) |X| = 0이다. 마찬가지로, 집합 {V = 0}에서 거의 확실하게 |Y| = 0이다. 따라서,
{\displaystyle \operatorname {E} {\bigl [}|XY|{\big |}\,{\mathcal {G}}{\bigr ]}=0\qquad {\text{a.s. on }}\{U=0\}\cup \{V=0\}}
이고, 조건부 횔더 부등식은 이 집합에서 성립한다.
{\displaystyle \{U=\infty ,V>0\}\cup \{U>0,V=\infty \}}
우변이 무한대라도 조건부 횔더 부등식은 성립한다. 양변을 우변의 값으로 나누면, 다음과 같이 된다.
{\displaystyle {\frac {\operatorname {E} {\bigl [}|XY|{\big |}\,{\mathcal {G}}{\bigr ]}}{UV}}\leq 1\qquad } 집합 {\displaystyle H:=\{0<U<\infty ,\,0<V<\infty \}}에서 거의 확실하게 성립.
이제 임의의 집합
{\displaystyle G\in {\mathcal {G}},\quad G\subset H.}
에서 적분을 한 후에도 부등식이 성립하는지를 확인하면 된다.
U, V, 1G가 부분 시그마 대수에서 측정 가능하므로, 조건부평균의 성질과 횔더 부등식을 이용하여 다음과 같은 결과를 얻을 수 있다.
{\displaystyle {\begin{aligned}\operatorname {E} {\biggl [}{\frac {\operatorname {E} {\bigl [}|XY|{\big |}\,{\mathcal {G}}{\bigr ]}}{UV}}1_{G}{\biggr ]}&=\operatorname {E} {\biggl [}\operatorname {E} {\biggl [}{\frac {|XY|}{UV}}1_{G}{\bigg |}\,{\mathcal {G}}{\biggr ]}{\biggr ]}\\&=\operatorname {E} {\biggl [}{\frac {|X|}{U}}1_{G}\cdot {\frac {|Y|}{V}}1_{G}{\biggr ]}\\&\leq {\biggl (}\operatorname {E} {\biggl [}{\frac {|X|^{p}}{U^{p}}}1_{G}{\biggr ]}{\biggr )}^{\!1/p\;}{\biggl (}\operatorname {E} {\biggl [}{\frac {|Y|^{q}}{V^{q}}}1_{G}{\biggr ]}{\biggr )}^{\!1/q}\\&={\biggl (}\operatorname {E} {\biggl [}\underbrace {\frac {\operatorname {E} {\bigl [}|X|^{p}{\big |}\,{\mathcal {G}}{\bigr ]}}{U^{p}}} _{=\,1{\text{ a.s. on }}G}1_{G}{\biggr ]}{\biggr )}^{\!1/p\;}{\biggl (}\operatorname {E} {\biggl [}\underbrace {\frac {\operatorname {E} {\bigl [}|Y|^{q}{\big |}\,{\mathcal {G}}{\bigr ]}}{V^{p}}} _{=\,1{\text{ a.s. on }}G}1_{G}{\biggr ]}{\biggr )}^{\!1/q}\\&=\operatorname {E} {\bigl [}1_{G}{\bigr ]}.\end{aligned}}}

## 역사
횔더 부등식은 L.J 로저스가 1888년에 처음 찾아내었고, 이와는 독립적으로 횔더가 1889년에 발견하였다.

## 같이 보기
- 코시-슈바르츠 부등식
- 민코프스키 부등식
- 옌센 부등식
- 영의 부등식

## 참고 문헌
- Hardy, G.H.; J. E. Littlewood, G. & Pólya (1934). 《Inequalities》. Cambridge Univ. Press. ISBN 0521358809.
- Hölder, O. (1889). “Ueber einen Mittelwerthsatz”. 《Nachr. Ges. Wiss. Göttingen》: 38–47.
- Rogers, L J. (1888). “An extension of a certain theorem in inequalities”. 《Messenger of math》 17: 145–150.
- Kuttler, Kenneth (2007). 《An introduction to linear algebra》 (PDF). Online e-book in PDF format, Brigham Young University. 2008년 8월 7일에 원본 문서 (PDF)에서 보존된 문서. 2008년 5월 29일에 확인함.